# Algèbre d'ensembles
Pour les articles homonymes, voir Algèbre (homonymie).
Définition — Une algèbre d'ensembles est un ensemble {\displaystyle {\mathcal {B}}} de parties d'un ensemble {\displaystyle X} qui vérifie : 
1. {\displaystyle {\mathcal {B}}} n'est pas vide
2. {\displaystyle {\mathcal {B}}} est stable par complémentaire
3. {\displaystyle {\mathcal {B}}} est stable par union (finie).

Le concept intervient dans l'exposition des bases de la théorie de la mesure, sous des noms assez variés dans les sources en français : outre algèbre d'ensembles, et sa variante corps d'ensembles, on trouve aussi algèbre de Boole de parties, ou plus brièvement algèbre de Boole, voire simplement algèbre, et encore anneau booléen unitaire ou clan unitaire.
Cette définition évoque celle d'une tribu ; en les rapprochant on constate immédiatement qu'un ensemble de parties d'un ensemble est une tribu si et seulement si c'est une algèbre d'ensembles stable par réunion dénombrable. Dans l'esprit de la théorie de la mesure, un exemple significatif d'algèbre d'ensembles est l'algèbre composée des unions finies d'intervalles de la droite réelle (tous types d'intervalles, bornés ou non) ; ce n'est pas une tribu.
En quelques manipulations, on se convainc que la définition donnée plus haut équivaut à exiger les cinq propriétés suivantes :
1. {\displaystyle \varnothing \in {\mathcal {B}}}
2. {\displaystyle X\in {\mathcal {B}}}
3. {\displaystyle {\mathcal {B}}} est stable par complémentation
4. {\displaystyle {\mathcal {B}}} est stable par union (finie)
5. {\displaystyle {\mathcal {B}}} est stable par intersection (finie).

En d'autres termes, les algèbres d'ensembles sont les sous-algèbres de Boole de l'algèbre de Boole de toutes les parties d'un ensemble.
Si on considère l'algèbre de Boole de toutes les parties à travers la structure d'anneau de Boole associée à sa structure d'algèbre de Boole, on remarque que les algèbres d'ensembles en sont exactement les sous-anneaux (étant entendus que les anneaux de Boole sont unitaires on exige du sous-anneau de contenir {\displaystyle X}, qui est le neutre de la multiplication de l'anneau, qui est l'intersection). Lorsqu'on relâche cette condition sur le neutre multiplicatif, l'objet mathématique similaire est appelé un anneau d'ensembles. Il est facile de trouver des exemples d'anneaux d'ensembles qui ne sont pas des algèbres d'ensembles ({\displaystyle \{\varnothing \}} est le plus simple), tels que l'ensemble des unions finies d'intervalles bornés de la droite réelle.